# Красний (доплив Сможанки)
Красний (пол. Krasne) — гірський потік в Україні, у Самбірському й Стрийському районах Львівської області у Галичині. Правий доплив Сможанки, (басейн Дністра).

## Опис
Довжина потоку приблизно 5,09 км, найкоротша відстань між витоком і гирлом — 3,60  км, коефіцієнт звивистості потоку — 1,41 . Формується багатьма безіменними гірськими струмками. Потік тече у гірському масиві Сколівські Бескиди (зовнішня смуга Українських Карпат).

## Розташування
Бере початок на південних схилах хребта Должки. Тече переважно на південний захід понад горою Должка (1040,7 м), через село Красне, північно-західну околицю Сможе і впадає у річку Сможанку, праву притоку Стрию.

## Цікавий факт
- На лівому березі потоку розташовані Заповідні урочища Красне та Гаї[4].